# ساوت فورک، شهرستان مندوسینو، کالیفرنیا
ساوت فورک (به انگلیسی: South Fork) یک منطقهٔ مسکونی در ایالات متحده آمریکا است که در شهرستان مندوسینو، کالیفرنیا واقع شده‌است. ساوت فورک ۱۴ متر بالاتر از سطح دریا واقع شده‌است.